# Jezero Milh
Jezero Milh (arabsko بحيرة ملح, latinizirano: Bahr al-Milh, dob. 'Morje soli'), znano tudi kot jezero Razzaza (بحيرة الرزازة), je umetno jezero nekaj kilometrov zahodno od Karbale v Iraku (32°41′N 43°40′E / 32.683°N 43.667°E). Jezero leži v depresiji, v katero se odvečna voda iz jezera Habanija, ki prihaja iz reke Evfrat, preusmeri skozi nadzorovan ubežni kanal. Jezero je uvrščeno med mokrišče mednarodnega pomena. Jezero je precej plitvo in nivo vode se sezonsko spreminja. Zaradi vsebnosti soli in spreminjanja nivoja vode je to največje sladkovodno jezero v Iraku izgubilo pomemben stalež ribjih vrst. Okoli jezera obstaja le nekaj rekreacijskih območij.

## Geografija
Jezero pokriva površino 156.234 hektarjev, obkroža ga puščava z nekaj nizkimi griči na obali. Jezero in njegova okolica ležita na nadmorski višini od 28 do 56 metrov. Bazen jezera prekrivata pesek in mulj. Zahodni del kotanje, ki obkroža jezero, je prekrit z gostim gozdom in sadovnjaki. V vzhodni in južni okolici je nižinska puščava in polpuščava. Blatne ravnine so običajna značilnost jezera.
Geološke formacije v jezeru in okoli njega so sestavljene iz laporja, meljevca, sadre in anhidrita ter apnenčastih pasov, večinoma pa iz mulja.
Jezero leži 95 kilometrov jugozahodno od Bagdada in 10 kilometrov zahodno od Karbale v guvernatu Karbala.

## Zgodovina
Jezero je bilo zgrajeno v drugi polovici 1970-ih dolvodno od Hawr al Habbaniyah kot ukrep za nadzor poplav za uravnavanje poplavnih voda reke Evfrat.

## Lastnosti
Jezero se napaja iz odvečne poplavne vode, ki se preusmeri iz viškov voda Majore iz jezera Habanija. Tok je preusmerjen skozi izek prekop Sin al Thiban, ki poteka skozi polpuščavsko območje. Ta preusmeritev preprečuje poplave v severnih območjih. Slanost jezera se povečuje zaradi neustrezne oskrbe z vodo iz povezanega prekopa. Glede na študijo satelitskih posnetkov območja USGS je ugotovljeno, da gladina jezera niha glede na letne čase, v letih 1995, 2003 in 2013 pa se je površina jezera znatno zmanjšala. Lokalni prebivalci so povedali, da se je globina jezera od leta 1993, med režimom Sadama Huseina, zmanjšala na približno 5–10 metrov. Razlog za to zmanjšanje je predvsem neustrezno preusmerjanje vode iz jezera Habanija, kjer je prednostna uporaba namakanje. Preusmeritev je omejena na enkrat vsakih 15 dni. To je vplivalo tudi na ribolov v jezeru, ki je potekal skozi vse leto. Posledično naj bi bila edina vrsta rib, ki je preživela v jezeru, al-Šanik  (Acanthopagrus arabicus) morskega izvora, ki jo je vlada naselila v jezeru. Med zalivsko vojno je bilo območje vojaška baza.

## Vegetacija
Rastje okoli obrobja jezera sestavljajo trava Aeluropus lagopoides, bodičasti rogoz (Juncus acutus), navadni trs (Phragmites australis), navadni osočnik (Salicornia herbacea) in Schoenoplectus litoralis. Poročali so tudi o grmiščih, ki jih sestavljajo puščavske vrste grmov Haloxylon salicornicum, Nitraria retusa, sirski meskit (Prosopis farcta), tamariša (Tamarix aucherana in Tamarix macrocarpa) in sirski kapar (Zygophyllum fabago).

## Živalstvo
Na območju jezera je veliko število prezimujočih vodnih ptic. Nekatere prijavljene vrste so marmornata raca (Marmaronetta angustirostris), čopasti ponirek (Podiceps cristatus), črnovrati ponirek (Podiceps nigricollis), veliki kormoran (Phalacrocorax carbo), rožnati pelikan (Pelecanus onocrotalus), mali žagar (Mergellus albellus) in liska (Fulica atra). Po raziskavi je bilo zabeleženih 42 vrst ptic.
Poročane vrste sesalcev so Rüppellova lisica (Vulpes rueppellii), evrazijski šakal (Canis aureus), indijski sivi mungo (Urva edwardsii), džungelska mačka (Felis chaus) in divja mačka (Felis silvestris).